# Daoulas
Daoulas (tiếng Breton: Daoulaz) là một xã của tỉnh Finistère, thuộc vùng Bretagne, miền tây bắc Pháp.

## Dân số
Người dân ở Daoulas được gọi là Daoulasiens.